# Chimonanthus campanulatus
Chimonanthus campanulatus är en tvåhjärtbladig växtart som beskrevs av R.H. Chang & C.S. Ding. Chimonanthus campanulatus ingår i släktet Chimonanthus och familjen Calycanthaceae. Utöver nominatformen finns också underarten C. c. guizhouensis.